# نصف‌النهار ۱۴ درجه شرقی

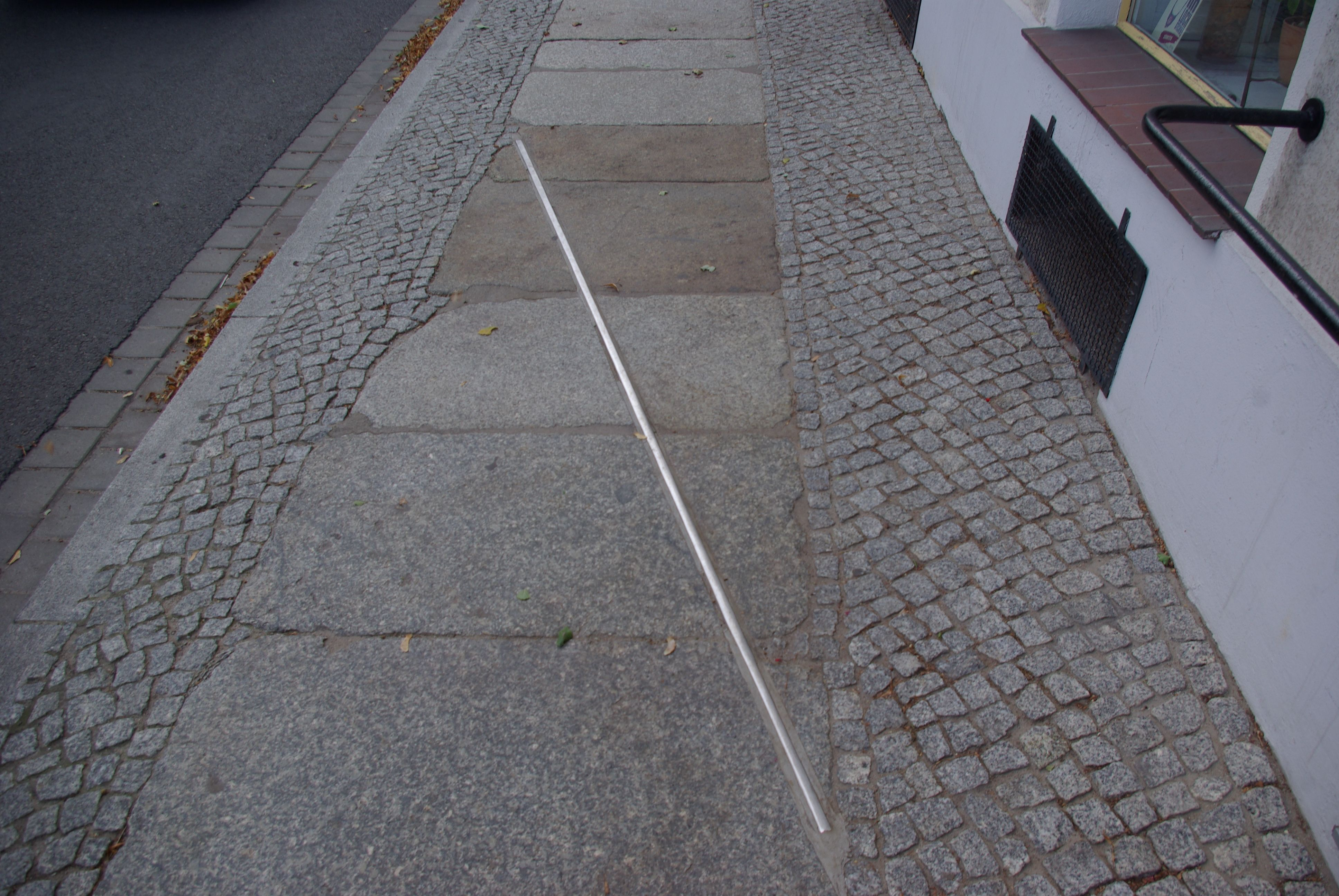
محل عبور نصف‌النهار ۱۴ درجه شرقی از شهر آنگرمونده در ایالت براندنبورگ آلمان

نصف‌النهار ۱۴ درجه شرقی ۱۴مین نصف‌النهار شرقی از گرینویچ است که از لحاظ زمانی ۰ساعت و ۵۶دقیقه با گرینویچ اختلاف زمانی دارد.
این نصف‌النهار از قطب شمال شروع و از مناطق زیر گذشته و به قطب جنوب ختم می‌شود.
- قاره اروپا
- قاره آفریقا
- اقیانوس اطلس